# Resurrected
Pour plus de détails, voir Fiche technique et Distribution.
Resurrected est un film britannique réalisé par Paul Greengrass et sorti en 1989. Il s'agit de son premier long métrage.
Le film est présenté à la Berlinale 1989.

## Synopsis
Jeune soldat britannique, Kevin Deakin est laissé pour mort lors de la guerre des Malouines, qui oppose le Royaume-Uni à l'Argentine.

## Fiche technique
Sauf indication contraire, les informations mentionnées dans cette section peuvent être confirmées par la base de données cinématographiques IMDb,  présente dans la section « Liens externes ».
- Titre original : Resurrected
- Réalisation : Paul Greengrass
- Scénario : Martin Allen
- Musique : John E. Keane
- Direction artistique : Mike Joyce
- Décors : Chris Burke
- Costumes : Tudor George
- Photographie : Ivan Strasburg
- Montage : Dan Rae
- Production : Adrian Hughes et Tara Prem
- Sociétés de production : British Screen, Channel Four Films et St Pancras Films
- Distribution : Hobo Film Enterprises (Royaume-Uni)
- Pays de production :  Royaume-Uni
- Langue originale : anglais
- Format : couleur
- Genre : guerre, drame
- Durée : 97 minutes
- Dates de sortie[1] :
  - Allemagne de l'Ouest : février 1989 (Berlinale 1989)
  - Royaume-Uni : 13 mars 1989
  - Canada : 15 septembre 1989 (Festival international du film de Toronto 1989)

## Distribution
- Tom Bell : M. Deakin
- Rita Tushingham : Mme Deakin
- David Thewlis : Kevin Deakin
- Rudi Davies : Julie
- Michael Pollitt : Gregory Deakin
- Christopher Fulford : Slaven
- Ewan Stewart : caporal Byker
- Steve Coogan : un jeune homme

## Production
Resurrected s'inspire de l'histoire du soldat Philip Williams, laissé pour mort durant la guerre des Malouines avant de réapparaître sept semaines plus tard. À la suite d'une forte explosion, il était resté inconscient. De retour dans son pays, il est accusé de désertion par les médias et l'armée britannique.
Le tournage a lieu à Huddersfield et Oldham en Angleterre.

## Distinctions
Source : Internet Movie Database
- Berlinale 1989 : prix OCIC et prix Otto Dibelius et en compétition officielle pour l'Ours d'or